# Gindans
Els gindans (grec antic: Γινδᾶνες, Gindânes) foren un poble libi descrit per Heròdot que vivia a l'est dels lotòfags i a l'oest dels maces, del qual el riu Cínips els separava (a l'actual regió de Ben Gardane). Heròdot explica que entre les dones d'aquest poble és corrent de portar gran nombre de braçalets de pell als turmells, un per cada home amb què ha mantengut relacions, i que com major sigui el nombre major és el valor social. No els esmenta cap altre autor (llevat d'Esteve de Bizanci, la font del qual és el mateix Heròdot).